# Peter Kierkegaard

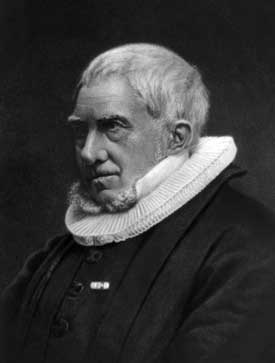
Peter Christian Kierkegaard

Peter Christian Kierkegaard (6 juli 1805 - 24 februari 1888) was een Deense theoloog en politicus. Van 1857 tot 1875 was hij Lutheraans bisschop van het bisdom Aalborg.
Peter Kierkegaard was een oudere broer van de theoloog en filosoof Søren Kierkegaard (1813-1855). Als theoloog van de Deense staatskerk leverde Peter Kierkegaard bij verschillende gelegenheden kritiek op het werk van zijn broer Søren, met name tijdens de Synodes van Roskilde in 1849 en 1855. Na diens dood hield hij desondanks in Kopenhagen een elegie over zijn broer.
Kierkegaard trouwde in 1836 met Elise Marie Boisen, die een jaar later echter kinderloos overleed. In 1841 huwde hij Sophie Henriette ("Jette") Glahn, met wie hij één zoon kreeg.
Van 4 september 1867 tot 6 maart 1868 was Kierkegaard minister van Kerk- en Onderwijszaken (Deens: Kultusminister) onder minister-president Christian Emil Krag-Juel-Vind-Frijs.
- Bibsys: 22370
- Gemeinsame Normdatei: 101305508
- International Standard Name Identifier: 0000 0001 1631 0853
- Library of Congress Control Number: nr2004002692
- Nationale Bibliotheek van Israël: 987007332187705171
- Nederlandse Thesaurus van Auteursnamen: 155501712
- Réseau des bibliothèques de Suisse occidentale: 02-A024387408
- Virtual International Authority File: 44247270
- WorldCat: E39PBJpDWgMktwb6PchHcFfQbd